# Chiesa di Santa Brigida (Pontassieve)
La chiesa di Santa Brigida (di Irlanda) si trova nell'omonima frazione del comune di Pontassieve.

## Storia
Eretta, secondo la tradizione, sulla grotta in cui santa Brigida d'Irlanda (da non confondere con santa Brigida di Svezia, maggiormente conosciuta soprattutto per le Rivelazioni e per le Orazioni che le sarebbero state dettate da Gesù) si ritirò in eremitaggio verso il secolo IX.
La chiesa fu rimaneggiata nel XVI secolo e ingrandita verso la facciata a partire dal 1686. Un nuovo ampliamento in stile neoromanico si ebbe, nella parte absidale, nel 1938.
Dopo la seconda guerra mondiale, nel 1953, è stata ripristinata e restaurata sotto al guida dell'architetto Guido Morozzi.

## Descrizione
L'edificio presenta una semplice facciata a due spioventi con unico portale sormontato da finestra.

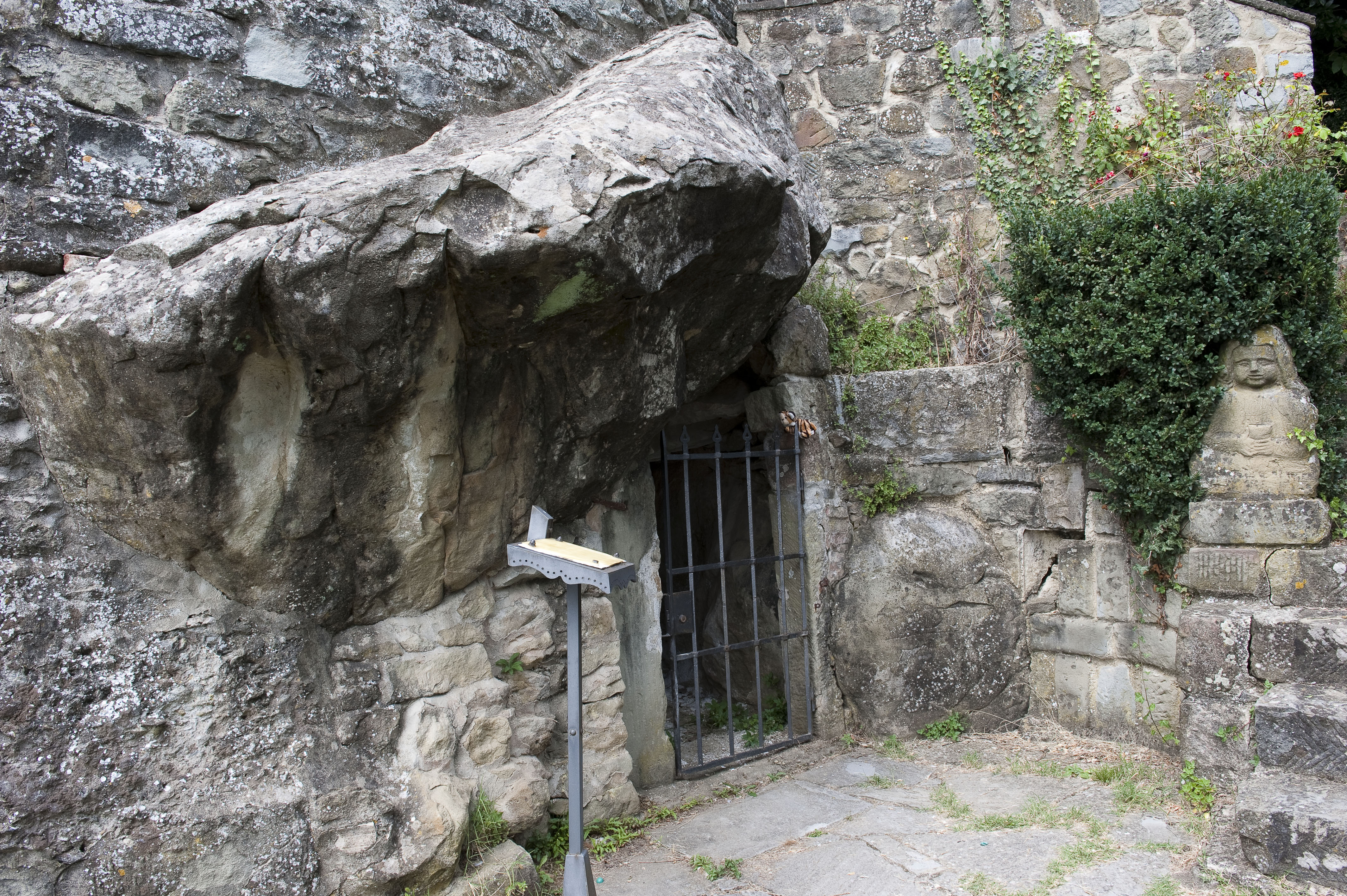
Esterno della grotta

L'impianto è ad un'unica navata conclusa da coro rettangolare e abside semicircolare. All'interno si conservano una tavola trecentesca raffigurante la Madonna in trono col Bambino e due angeli, del Maestro di San Martino alla Palma, un ciborio datato 1483 e un pulpito in pietra serena del XVI secolo. L'arcone ogivale del XIII secolo è decorato con bassorilievi dalla incerta datazione.

## Grotta di Santa Brigida
La grotta della santa è raggiungibile per una scalinata ornata di sculture realizzate da Pietro Montini, singolare figura di sacrestano, vissuto nel XIX secolo.